# John Horne (Botaniker)
John Horne (* Januar 1835 in Lethendy, Perthshire, Schottland; † 16. April 1905 auf Jersey) war ein schottischer Botaniker und Pflanzensammler. Sein offizielles botanisches Autorenkürzel lautet „Horne“.

## Leben und Wirken
Im Alter von 12 Jahren verließ Horne, bedingt durch den Tod seines Vaters, die Gemeindeschule von Longforgan in der Nähe von Dundee, um seine Mutter beim Verdienen des Lebensunterhaltes zu unterstützen. Nach der Arbeit in mehreren Orten in Schottland, fing er im Jahre 1859 als Mitarbeiter in den Royal Botanic Gardens, Kew an, wo er bis Januar 1860 arbeitete. Nach einer kurzen Zeit im Regent’s Park, London wurde er im August 1861 Assistent von Direktor James Duncan (1802–1876) und ab 1877 Direktor des Pamplemousses Botanical Garden auf Mauritius. Daneben arbeitete er als Direktor für Gärten und Forsten und als Landvermesser. Im Auftrag der mauritischen Regierung unternahm er Reisen auf die Seychellen, wo er 1871 und 1874 die erste vollständige botanische Erfassung vornahm, und nach Ceylon, um die Chininindustrie zu studieren. Von 1876 bis 1877 betrieb er Forschungen über die botanischen und landwirtschaftlichen Ressourcen der Fidschi-Inseln, über die er 1881 ein Buch veröffentlichte. 1890 zog Horne auf die Kanalinsel Jersey, wo er im April 1905 verstarb. Er war ein Fellow of the Linnean Society of London.

## Dedikationsnamen
Die Pflanzenarten Cyathea hornei (Baker) Copeland von Fidschi sowie Martellidendron hornei Balf. f., Hibiscus hornei Baker (gültiger Name: Hibiscus physaloides), Costularia hornei (C.B.Clarke) und Northia hornei Hook.f. (Synonym: Northia seychellana) von den Seychellen wurden zu Ehren von John Horne benannt.